# Acura Classic 2006
Acura Classic 2006 — жіночий тенісний турнір, що проходив на відкритих кортах з твердим покриттям у Сан-Дієго (США). Належав до турнірів 1-ї категорії в рамках Туру WTA 2006. Відбувсь удвадцятьвосьме і тривав з 29 липня до 6 серпня 2006 року. Друга сіяна Марія Шарапова здобула титул в одиночному розряді й отримала $196,900, а також 300 рейтингових очок.

## Фінальна частина

### Одиночний розряд
Марія Шарапова —  Кім Клейстерс, 7–5, 7–5
- Для Шарапової це був 2-й титул за сезон і 12-й — за кар'єру.

### Парний розряд
Кара Блек /  Ренне Стаббс —  Анна-Лена Гренефельд /  Меган Шонессі, 6–2, 6–2
- Для Блек це був 1-й титул за рік і 36-й — за кар'єру. Для Стаббс це був 2-й титул за сезон і 54-й — за кар'єру.